# XHamster
xHamster е безплатен порнографски сайт за видео споделяне със седалище в Хюстън, Тексас, САЩ. От февруари 2016 година заема 82-ра позиция в топ 100 световни сайтове според Alexa.

## Злонамерено рекламиране
Изследователя Conrad Longmore твърди, че рекламите, които биват показвани, на подобни сайтове съдържат зловреден софтуер, който инсталира вредни файлове на компютрите на потребителите без тяхното разрешение. Господин Лонгмор твърди пред Би Би Си, че два популярни сайта – XHamster и Pornhub – представляват най-голямата заплаха.